# 高鼻羚羊族
高鼻羚羊族（学名：Saigini）是羊亚科动物的一个族，传统分类常把该族列入羚羊亚科，但最近的研究报告(Gentry 1992, Gatesy et al. 1992, Ginsberg et al. 1999)表明该族动物与羊亚科的关系更近。
高鼻羚羊族主要包括藏羚、高鼻羚羊2属2种，均是濒危动物。